# Бекетовка (Волгоград)
Бекетовка е микрорайон (бивше село) в Кировски район на Волгоград. Намира се на 16 км южно от центъра на града.

## История
Бекетовка е основана в средата на XVIII век от генерал Никита Афанасиевич Бекетов, любимец на императрица Елисавета и по-късно сенатор. Исторически Бекетовка се е намирала на друго място, в района на Пахотинския пролом. Докладът на Отрадното волостно управление от 1895 г. гласи, че „селището Бекетовка (бивша Хохловка) е основано от земевладелец-генерал Бекетов от коренното население на Малорусия“. След Пугачовското въстание то е преместено на сегашното си място, на река Елшанка, срещу село Отрада. Селището е имало статут на слобода и е принадлежало към Отрадинската волост на Царицински окръг на Саратовска губерния. През 1862 г. селището е имало 108 домакинства, в него са живели 362 мъже и 399 жени и е имало 4 мелници. Жителите са се занимавали със земеделие, градинарство, отглеждане на дини и превоз на товари. Към края на XIX век населението на селището е било над 1000 души.
През 1919 г., като част от Царицински окръг, е включен в Царицинска губерния.
С постановление на Всеруския централен изпълнителен комитет на РСФСР от 10 юли 1931 г. село Бекетовка е включено в градската граница на Сталинград.
През последния период на битката за Сталинград щабът на 64-та съветска армия на генерал-лейтенант Михаил Шумилов се е намирал в Бекетовка. След капитулацията плененият генерал-фелдмаршал Фридрих Паулус е доведен тук и разпитан на 31 януари 1943 г.
След края на битката за Сталинград във и около Бекетовка е създадена мрежа от германски лагери за военнопленници, където първоначално е настанена цялата капитулирала германска група (91 хиляди души). Последният лагер за военнопленници е затворен през 1949 г. Тук, на стадиона на завод „Азот“ на 2 май 1943 г. се играе мача На руините на Сталинград.

## Известни местни жители
На 9 ноември 1929 г. в Бекетовка е родена съветската и руска авторка на песни Александра Пахмутова.